# Вільгельм Шиккард
Вільгельм Шиккард (нім. Wilhelm Schickard; 22 квітня 1592, Герренберг — 23 жовтня 1635, Тюбінген) — німецький науковець, астроном, математик і сходознавець, творець першого, після антикітерського механізму, арифмометра, професор кафедри східних мов у Тюбінгенгенському університеті, одного з найстаріших університетів Німеччини, заснованого в 1477 році.

## Біографія
Вільгельм Шиккард народився в місті Герренберг, на півдні Німеччини. Його батько Лукас Шиккард був столяром. Його матір'ю була Маргарет Гмелін, дочка лютеранського пастора. Його дядько — відомий німецький архітектор Генріх Шиккард. Предки Шиккарда були родом з графства Нассау, але переїхали на південь у середині XV століття. Лукас Шиккард і його рідний брат Вільгельм також були архітекторами, причому другий, — одним з провідних архітекторів Німеччини епохи Відродження.
Вільгельм Шиккард був вихований у Герренберг, але в ранньому віці здобув стипендію для навчання в монастирській школі на північ від Тюбінгена, після закінчення якої вступив до університету, отримавши перший ступінь, ступінь бакалавра в 1609 році і ступінь магістра в 1611 році. У 1610 році він закінчує навчання в монастирській школі Гаузен і вступає у Тюбінгенський університет. В 1611 році він отримує ступінь магістра, а потім вивчає теологію. Починаючи з 1613 року, він був вікарієм в декількох місцях у Вюртермберзі. Він вивчав богослов'я і східні мови в Тюбінгені до 1613 року. Шиккард був універсальним вченим і вивчав біблійні мови, такі як арамейська, а також іврит. Крім усього іншого Шиккард був відомий сучасникам як майстер гравюри по дереву і міді.
У 1613 році Шиккард став лютеранським священником, і продовжував свою діяльність в лютеранської церкви до 1619 року.
В 1619 році Шиккард залишає церковну діяльність і стає професором кафедри східних мов університету в Тюбінгені. Його зусилля щодо поліпшення викладання свого предмета включають в себе чудові інновації. Він твердо вірив, що, як професор, повинен вживати всіх заходів, щоб спростити для своїх учнів вивчення івриту. Один з його винаходів, — механічний пристрій, призначений для відображення дієвідмін дієслів івриту. Пристрій включав в себе два обертових диска, розташованих поверх один одного, при обертанні яких відповідні форми відмінювання дієслів з'являлися в спеціальному віконці.
Ще будучи лютеранським пастором Шиккард вперше зустрів Йоганна Кеплера, який приїхав в Тюбінген, щоб підтримати свою матір, яка була звинувачена в чаклунстві. Кеплер попросив Шиккарда зробити деякі гравюри і ксилографії для книги, а також попросив його допомогти в розрахунку деяких таблиць. Помітивши в 25-річному вченому неабиякі математичні здібності, Кеплер радить йому зайнятися математикою. Послухавшись поради, Шиккард досяг великих успіхів. Він вступає в переписку з Кеплером і з низкою німецьких, французьких, італійських і голландських учених з питань астрономії.
Його дослідження стосувалися багатьох питань астрономії, математики та інженерного проєктування. Шиккард займався розрахунком астрономічних дат, домігся значних успіхів у картографії.
У 1631 році Вільгельм Шиккард зайняв кафедру математики і астрономії. Він читав лекції на тему картографії та геодезії, проводив дослідження руху місяця. Крім цього читав лекції з архітектури, фортифікації, і гідравліки.

## Внесок у політичну теорію
У 1625 році Вельгельм Шиккард опублікував впливовий трактат Jus Regium Hebræorum (Закон Короля) [Архівовано 4 грудня 2018 у Wayback Machine.], в якому він використовує Талмуд і равінську літературу для аналізу давньоєврейської політичної теорії. Він стверджує, що Біблія підтримує монархию..

## Наукова діяльність
Понад 300 років вважалося, що автором першої лічильної машини є Блез Паскаль. І ось в 1957 році директор Кеплерівського наукового центру Франц Гаммер зробив у Німеччині на семінарі з історії математики сенсаційну доповідь, з якої випливало, що проєкт першої лічильної машини з'явився як мінімум на два десятиліття раніше «паскалевого колеса», а сама машина була виготовлена в середині 1623 року. Але тільки до тих пір, поки в 1957 році не сталося подія, яка похитнуло першість «паскалевого колеса». Ось що пишуть з цього приводу автори книги «Від абака до комп'ютера» Р. С. Гутер і Ю. Л. Полунов:
|  | Працюючи в міській бібліотеці Штутгарта, директор кеплерівської наукового центру доктор Гаммер виявив фотокопію ескізу невідомої раніше лічильної машини (оригінал зберігався в архіві Кеплера, що знаходиться в Пулковської обсерваторії поблизу Петербурга). Йому вдалося встановити, що цей ескіз являє собою відсутній додаток до опублікованого раніше листа, адресованого Кеплеру, від професора університету в Тюбінгені Вільгельма Шиккарда. У листі від 25 лютого 1624 року Шиккард, посилаючись на креслення, описує зовнішній пристрій вигаданої ним лічильної машини, яку він назвав "годинами для рахунку": AAA - верхні торці вертикальних циліндрів, на бічних поверхнях яких нанесені таблиці множення; цифри цих таблиць при необхідності можуть спостерігатися в вікнах BBB, ковзаючих пластинках. До дисків DDD кріпляться зсередини машини колеса з десятьма зубами, кожне з яких знаходиться в такому зачепленні до себе подібним, що якщо будь-праве колесо повернеться десять разів, усе, що зліва від нього колесо зробить один поворот. Або, якщо перше зі згаданих коліс зробить 100 оборотів , третє зліва колесо повернеться один раз. Для того щоб зубчасті колеса оберталися в одному і тому ж напрямку, необхідно мати проміжні колеса... Цифри, які є на кожному колесі, можуть спостерігатися в отворах CCC середнього виступу. Нарешті, на нижньому виступі є обертові головки EEE, що служать для запису чисел, які з'являються при обчисленнях - їх видно в отворах FFF. |

Тепер став більш зрозумілим інший лист Шиккарда Кеплеру від 20 вересня 1623 року, на який раніше дослідники майже не звертали уваги. У ньому говорилося:
|  | Те, що ви робили за допомогою математичних розрахунків, я тільки що навчився робити за допомогою механіки. |

Шиккард сконструював машину, що складається з 11 повних і 6 неповних коліс. Машина відразу і автоматично робить додавання і віднімання, множення і ділення. Шиккард писав:
|  | Кеплер був би приємно здивований, якби побачив, як машина сама накопичує і переносить вліво десяток або сотню і як вона віднімає те, що тримає в голові. |

Машина містила підсумкові та розмножувальні пристрої, а також механізм для запису проміжних результатів. Перший блок — шестирозрядна підсумовуюча машина — являла собою з'єднання зубчастих передач. На кожній осі були шестерня з десятьма зубцями і допоміжне однозубове колесо — палець. Палець служив для того, щоб передавати одиницю в наступний розряд (обертати шестірню на десяту частину повного оберту, після того, як шестірня попереднього розряду зробить такий оборот). При відніманні шестерні слід обертати в протилежну сторону. Контроль ходу обчислень можна було вести за допомогою спеціальних віконець, де з'являлися цифри. Для перемноження використовувався пристрій, чию головну частину складали шість осей з «навернутими» на них таблицями множення.
Гаммеру вдалося виявити ще один чорнильний начерк машини Шиккарда і письмові вказівки механіку Вільгельму Пфістеру, що виготовляв машину, а також зібрати деякі біографічні відомості про вченого.
Дотримуючись знайденим Гаммером матеріалам, вчені Тюбінгенського університету на початку 60-х років ХХ століття побудували діючу модель машини Шиккарда.
Крім підсумовуючого механізму, в машині Шиккарда був розмножувальний пристрій, розташований у верхній, вертикальній, частині машини і представляв собою справжні палички, згорнуті в циліндр.
Чи була побудована машина Шиккарда за життя її винахідника? На жаль, на цей рахунок немає достовірних відомостей. У згадуваному вище листі Шиккарда від 25 лютого 1624 року йдеться, що один наполовину готовий екземпляр машини, який перебувала у механіка Пфістера, згорів під час триденної пожежі.
На питання, чи використовував Паскаль у своїй «паскалиній» ідеї Шиккарда, слід відповісти негативно. Документи свідчать про те, що ніяких відомостей про лічильну машину 1623 року не дійшло до наукових кіл Парижа, і, отже, Паскаль був повністю незалежним у своєму винаході. Деякі елементи, зокрема, спосіб введення чисел в машину, у Шиккарда і Паскаля в принципі ідентичні, проте основний вузол машини — механізм передачі десятків — виконаний у Шиккарда значно простіше і надійніше.
Заради справедливості, необхідно відзначити, що і машина Шиккарда була не першою. Це виявилося в 1967 році, коли в Національній бібліотеці Мадрида були знайдені два томи неопублікованих рукописів Леонардо да Вінчі. Серед креслень першого тому був ескіз 13-розрядного підсумовуючого пристрою з 10 зубчастими колесами. Побудована в наш час по знайденому ескізу машина виявилася працездатною.
До лічильної техніки слід віднести і Антикітерський механізм. Це механічний пристрій, виявлений в 1902 році на затонулому давньому судні недалеко від грецького острова Антикітери. Датується приблизно 100 рокам до нашої ери. Зберігається в Національному археологічному музеї в Афінах.
Механізм містив 37 бронзових шестерень в дерев'яному корпусі, на якому були розміщені циферблати зі стрілками і, по реконструкції, використовувався для розрахунку руху небесних тіл. Інші пристрої подібної складності невідомі в елліністичній культурі. У ньому використовується диференціальна передача, яка, як раніше вважалося, винайдена не раніше XVI століття, а рівень мініатюризації і складність порівняння з механічними годинниками XVIII століття. Орієнтовні розміри механізму 33×18×10 см.

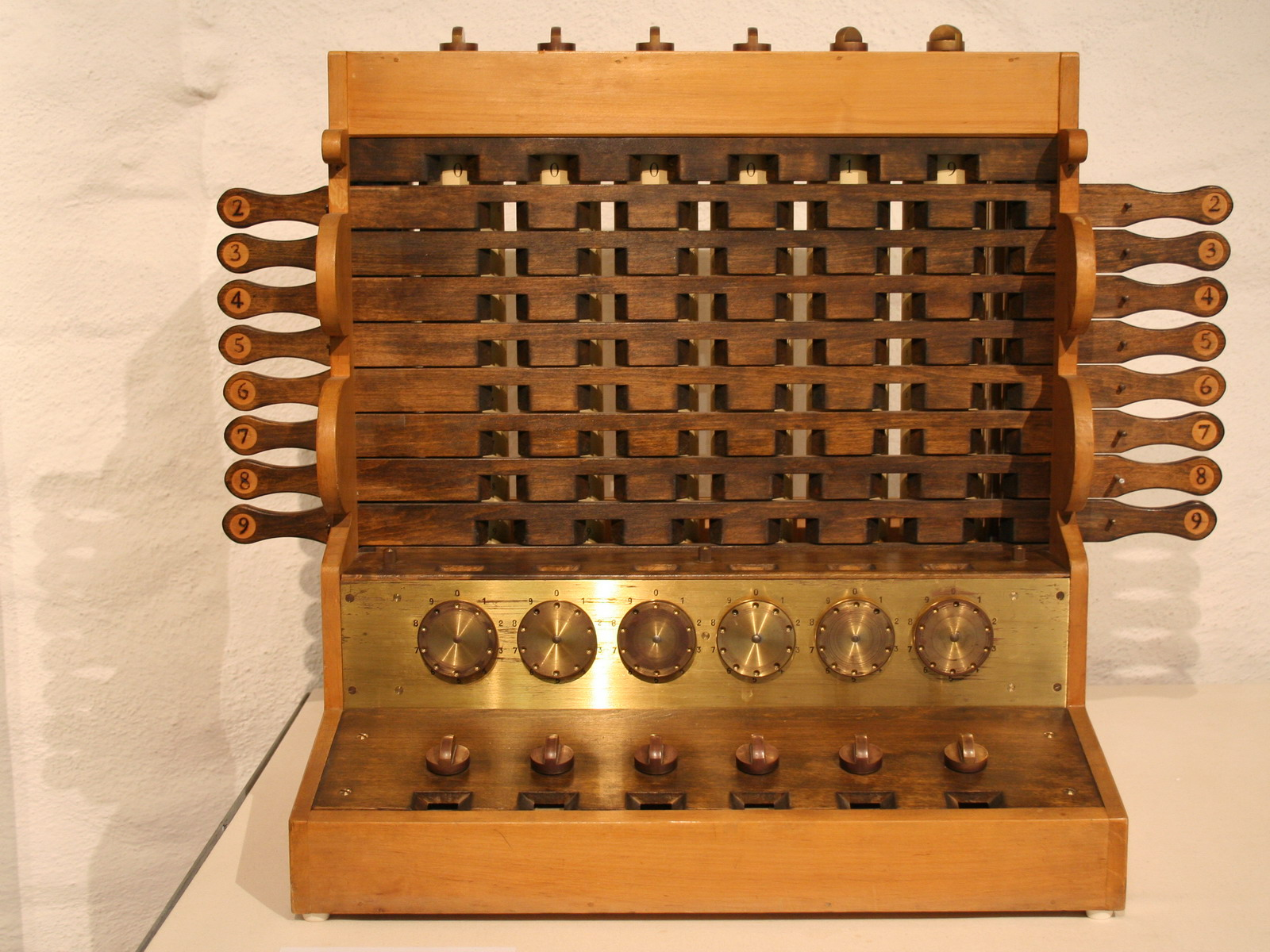
Копія лічильної машины Шиккарда

## Останні дні Шиккарда
Імовірно, Вільгельма Шиккарда слід вважати одним з попередників механізації рахунку, але не винахідником лічильної машини. Дійсно, хоча Шиккард сконструював свою машину на двадцять років раніше Паскаля, його машину ніхто не бачив, поширення вона не отримала і, на відміну від калькулятора Паскаля, впливу на подальший розвиток арифметичних механічних пристроїв не зробила, що анітрохи не применшує захоплення математичним і інженерним даром її творця.
Праці, та й сама фігура Шиккарда, видного вченого епохи Відродження, були забуті в смутні часи Тридцятилітньої війни (1618—1648). Після битви біля баварського містечка Нердлінген у вересні 1634 року, коли католицька армія здобула вирішальну перемогу над протестантської армією, переможні війська зайняли Тюбінген. Війська принесли з собою бубонну чуму.
Протягом наступного року від хвороби померли дружина і діти вченого, яких йому судилося пережити. 23 жовтня 1635 роки від цієї хвороби помер і сам Вільгельм Шиккард.

## Назви на честь винахідника
- Кратер на Місяці
- Інститут комп'ютерних наук Вільгельма Шиккарда при університеті Тюбінгена
- Школа Вільгельма Шиккарда в Тюбінгені.

## Вибрана бібліографія
- «Methodus linguae sancbreiter complectens universa quae ad solidam eius cognitionem ducunt» (Тюбінген, 1614);
- "Bechinateruschim, liber interpetati
- "Bechinat Happeruschirodromus examinis commentationum rabbinica
- "Biur Haophan, de rotae, pro conjugationibus hebraic
- «Dissertatio de nummis Hebraeorum» (1622);
- "Disputatiode nomine tetragrammato solius Dei propri
- «Deus orbus Saraenorseudo-prophetae MohAlcorano projectus» (1622);
- "Astroscopium proa stellarum cognitioneexcogitatum llusбинген, 1623);
- "Horologium
- "Jus regium Hebraeorum e tenebris rabbinicis erutum5);
- "Paadisus saraceno-juaica e geminibus auctoribus breviter descripta
- «Series regum Persi» (1628);
- «Anemographia se discursus phicus de ventis» (Тюбінген, 1631);
- «Tractatus de Merub sole et aliis novitatibus uranicis» (Тюбінген, 1634);
- «Bacchania Judaeorum» (1634);
- «Kurze Anwnstndtafeln aus rechtem Grund zu machen, und die bisher begangene Irrthum zu verbessern» (Тюбінген, 1669).